# Ira Morgan
Ira H. Morgan (* 2. April 1889 in Fort Ross, Kalifornien; † 10. April 1959 in San Rafael, Kalifornien) war ein amerikanischer Kameramann.

## Leben
Ira Morgan – der auch unter dem Namen Joe Morgan bekannt war – begann seine Karriere als Kameramann bei Gaumont News, einer frühen Wochenschau. Später ging er zur Filmfirma Essanay, wo er vor allem mit dem Regisseur King Vidor zusammenarbeitete. Er führte die Kamera in Filmen wie dem Thriller The Vampire Bat und Charlie Chaplins Moderne Zeiten, hier zusammen mit Roland Totheroh. Im Jahr 1956 ging er in den Ruhestand. Sein Schaffen umfasst mehr als 170 Produktionen.

## Filmografie (Auswahl)
- 1920: The Jack-Knife Man – Das Findelkind (The Jack-Knife Man)
- 1923: Frauenfeinde (Enemies of Women)
- 1924: Das Heldenmädchen von Trenton (Janice Meredith)
- 1925: Die Revue schöner Frauen (Pretty Ladies)
- 1926: Der Todeskampf im Polareis (The Barrier)
- 1926: Brand im Osten (Tell It to the Marines)
- 1927: Jackie, der Schiffsjunge (Buttons)
- 1927: The Taxi Dancer
- 1927: Twelve Miles Out
- 1927: Spring Fever
- 1928: Der Schlauberger (West Point)
- 1929: The Duke Steps Out
- 1929: Der große Gabbo (The Great Gabbo)
- 1930: Venus auf Reisen (Chasing Rainbows)
- 1932: Das Washingtoner Karussell (Washington Merry-Go-Round)
- 1932: Grenzbanditen (Whistlin’ Dan)
- 1933: Mast- und Schotbruch! (Son of a Sailor)
- 1933: The Vampire Bat
- 1934: Ein feiner Herr (Jimmy the Gent)
- 1936: Moderne Zeiten (Modern Times)
- 1937: The Girl Said No
- 1937: The Westland Case
- 1943: Corregidor
- 1944: Johnny Doesn’t Live Here Anymore
- 1945: Brenda Starr, Reporter
- 1947: The Vigilante: Fighting Hero of the West
- 1947: Uncas, der Letzte seines Stammes (Last of the Redmen)
- 1948: Im Netz der Schwarzen Spinne (Superman)
- 1949: Bruce Gentry – Daredevil of the Skies
- 1949: Batman and Robin
- 1949: König des Dschungels (The Lost Tribe)
- 1950: Diamantenjagd im Urwald (Mark of the Gorilla)
- 1950: Die Dschungelgöttin (Captive Girl)
- 1950: Buschteufel im Dschungel (Pygmy Island)
- 1950: Atom Man vs. Superman
- 1951: Hölle am Kongo (Fury of the Congo)